# Lustra (banda)
Lustra es una banda estadounidense de pop punk formada en 1996 en Boston, y luego radicada en Los Ángeles.
Los miembros de la banda Chris Baird, Nick Cloutman, Jon Baird, y Jason Adams tocaron juntos desde 1996 bajo el nombre de Seventeen, lanzando 2 discos con dicho nombre. Bruce Fulford se uniría al grupo, poco antes de que sacaran su tercer álbum en 1999. Problemas legales con la revista Seventeen, hicieron que la banda, cambiase su nombre en el 2001; Jon Baird también dejó el grupo en dicho año.
Su primer álbum como Lustra salió en 2003 y poco después fue que grabarián la canción "Scotty Doesn't Know" de la banda sonora de la película del 2004, Eurotrip. La banda aparece en la película (durante la escena de la fiesta), junto a Matt Damon actuando como vocalista de la banda. "Scotty Doesn't Know" fue incluido en el álbum del 2006, Left for Dead, convirtiéndose en una de las canciones más tocadas de ese año, alcanzando el número #75 del Billboard Hot 100, #39 en las tablas digitales de descarga, y #53 en el Pop 100 en los Estados Unidos.
El grupo acusó a Miley Cyrus de copiar "Scotty Doesn't Know" en su sencillo del 2008 "Rockstar".

## Discografía

### Como Seventeen
- Breakfast at Tammy's (1998)
- Ransom Your Handsome EP (1999)
- Bikini Pie Fight (2000)

### Como Lustra
- Lustra (2003)
- Left for Dead (2006)